# فیضی دکنی
شیخ ابوالفیض بن مبارک (زاده ۲۴ سپتامبر ۱۵۴۷ م/۹۵۴ ق در اگرا - درگذشت ۵ اکتبر ۱۵۹۵/ ۱۰۰۴ ق در لاهور)، معروف به فیضی دکنی یا فیضی فیاضی متخلص به «فیضی» شاعر پارسی‌گوی هند بود. شیخ فیضی در ۱۵۸۸ به دربار جلال الدین اکبرشاه امپراتور بزرگ گورکانی هند راه یافت و به مرتبهٔ امیری و ملک‌الشعرایی رسید و بعد از غزالی مشهدی ملک الشعرای دربار او شد. او پس از امیر خسرو و حسن سجزی در صف اول شاعران هند است. برخی او را موجب تجدیدنظرهایی که اکبرشاه در طریقهٔ شریعت قایل شد و ایجاد دین الهی، دانستند و وی را به الحاد و زندقه نسبت کردند.
وی پسر «شیخ مبارک ناگوری» (۹۱۱ - ۱۰۰۲ ق/ ۱۵۰۵ - ۱۵۹۳ م) و برادر بزرگ مورخ و ادیب صاحب‌نام ابوالفضل علامی بود. اکبر به نبوغ او باور داشت و او را به عنوان معلم فرزندان خود برگزید و مناصب مهمی به او داد و تا زمانی که یکی از ناواراتان بود قصری در اختیارش بود. «نه تن» در دیوان اکبر شاه رجال ممتاز تلقی می‌شدند که به‌زبان محلی شبه قاره هند آن‌ها را «نورتن» یا «ناواراتان» به معنی «نه جواهر» گفته‌اند و فیضی یکی از آن‌ها بوده‌است.

## زندگی
پشت پنجم فیضی «شیخ موسی» از بزرگان منطقه سند بود. پدر بزرگ او «شیخ خضر» در ناگور منطقه‌ای در راجستان هند مستقر شد و پدرش «شیخ مبارک» در همان‌جا متولد شد. در ابتدا شیخ مبارک در ناگور نزد «خواجه احرار» تحت تعلیم قرار گرفت سپس به احمدآباد رفت و نزد «شیخ ابوالفضل»، «شیخ عمر» و «شیخ یوسف» آموزش یافت. سرانجام او به آگرا رفت جایی که ابوالفیض و برادر کوچکترش ابوالفضل به دنیا آمدند. شیخ مبارک، محققی در فلسفه و ادبیات یونان و نیز در الهیات اسلامی بود و فیضی عمدتاً نزد پدر آموزش دید. اکبر شاه در ۹۷۴ ق/ ۱۵۶۶ م او را به معلمی پسرانش شاهزادگان سلیم، مراد و دانیال گماشت. در ۹۹۰ ق/ ۱۵۸۱ م او به عنوان «صدر» اگرا، کالپی و کالینجار منصوب شد. در ۹۹۹ ق /۱۵۹۱ م به عنوان سفیر گورکانیان به خاندش و احمدنگر فرستاده شد. چند سال پس از بازگشت از دکن، در ۱۰۰۳ ق /۱۵۹۴ م، فیضی مبتلا به آسم شد و در تاریخ ۱۰ صفر ۱۰۰۴ ق/۵ اکتبر ۱۵۹۵ م در لاهور درگذشت. در ابتدا وی را در رام باغ اگرا به خاک سپردند اما بعدها جسد او را به مقبره خانوادگی آن‌ها در نزدیکی سیکاندرا منتقل کردند.

## موقعیت ادبی - هنری
فیضی از سرآمدان سخن فارسی در هندوستان و در قصیده و غزل و مثنوی صاحب مقامی شامخ است و به شعر خود می‌بالید. او به تقلید از نظامی مثنوی‌هایی بنام «سلیمان و بلقیس» و «نل و دمن» و «هفت کشور» و «مرکز ادوار» و نیز داستان «گیتا» را به نظم کشیده‌است. شیخ فیضی همچنین در علوم ادبی و دینی مطلع و صاحب تفسیری بنام «سواطع الالهام» بود.
وی هم در قصیده و هم در غزل به مقام بزرگی رسید و سبک قدما را در مواردی به بهترین نحو تقلید کرد. او نه تنها در هند موجب گسترش زبان فارسی بود و از شعرای ایران که به هند می‌رفتند حمایت می‌کرد بلکه از آنجایی که در عثمانی نیز آثار او مورد اقبال بود، نفوذ او موجب انتشار ادبیات ایران در آن منطقه گردید.
برخی منابع او را ازجمله خوشنویسان خط نستعلیق نام برده‌اند.

## نمونه اشعار
| شاهنشه بی نبرد عشق است |  | سلطان خرابه گرد عشق است |
| در ریگ روان دفینهٔ او   |  | در دست تهی خزینهٔ او     |
| صد معرکه عارض سپاهش    |  | صد ناله نقیب بارگاهش    |
| از آب جگر گذشته دلتنگ  |  | بر آتش دل نهاده اورنگ   |
| ...                    |  |                         |

و نیز او راست:
| فلک زین کجرویهایت نمی‌گویم که برگردی    |  | شب وصل است خواهم اندکی آهسته‌تر گردی     |
| ز مهتاب رخش ویرانهٔ من روشن است امشب    |  | اگروقت طلوعت آید ای خورشید برگردی       |
| پس از عمری است امشب کوکب اقبال من طالع |  | تو را ای شب نمی‌خواهم به وقت خود سحرگردی |
| عجب نبود که جز روز قیامت پرده نگشایی   |  | که از صبح سعادت از شب من باخبر گردی     |
| تو ای اخترشناس امشب توانی گفت گردون را |  | که بهر خاطرم برعکس شبهای دگر گردی       |
| مها امشب به جانان درددل دارم میا بیرون |  | که می‌ترسم خدنگ آه فیضی را سپر گردی      |

همچنین این رباعی از اوست:
| آن روز که کردند شمار من و تو |  | بردند ز دست اختیار من و تو       |
| فارغ بنشین که کارساز دو جهان |  | پیش از من و تو ساخته کار من و تو |